# Kalahumoku II.
Kalahumoku II. je bio havajski plemić koji je bio nešto poput guvernera. 
Njegov je otac bio Mopua, a majka Kauaamano. Žena mu se zvala Kalani-Kaumehameha, s kojom je imao dvije kćeri, poznate po ljepoti – Kahikikalaokalani i Kalanilehua.
Njegov je unuk bio Kalokuokamaile, polubrat velikog kralja Kamehamehe I.